# Duane Hudson
Pour les articles homonymes, voir Hudson.
Duane Hudson, dit Bill Hudson, ou D. T. Hudson (1910-1995), est un officier britannique qui, pendant la Seconde Guerre mondiale, servit dans les rangs du Special Operations Executive et combattit en Yougoslavie et en Pologne. 

## Biographie

### Jeunesse
Hudson est ingénieur des mines ; sportif (joueur de rugby, nageur, coureur, skieur, boxeur et lutteur) . 
Université : St. Andrew's College, Grahamstown, Afrique du Sud. Il parle six langues étrangères. 

### Seconde Guerre mondiale
Il est recruté par le Special Operations Executive (SOE) pour saboter les bateaux allemands dans le port de Split (Croatie), en utilisant des mines-ventouses.
Plus tard, il est déposé par sous-marin sur la côte du Monténégro pour venir combattre aux côtés des Tchetniks, une force royaliste de guérilla dirigée par Draža Mihailović, opposée à la fois aux occupants allemands et aux Partisans communistes de Tito. La mission est extrêmement dangereuse : Hudson voit son cheval tué sous lui tandis que les Allemands brûlent les villages. Il est attrapé deux fois, mais réussit à s’échapper les deux fois. Il perd sa radio et presque tout son matériel.
Révélations d'après-guerre
En Yougoslavie, l’une des tâches d’Hudson consiste à distribuer de l’argent pour payer les combattants anti-nazis. Il reçoit ainsi plus de 80 000 £ en souverains d'or et en diamants, représentant £1,75m[Combien ?] en valeur 2005. Il les enterre en différents endroits dans des villages de paysans. Il confessera plus tard après la guerre, qu'une partie du trésor avait été enterrée dans le but de le récupérer pour son propre compte après la guerre.
Ensuite, tandis qu’il travaille pour l’armée en Roumanie, Hudson recrute Stephen Zollner, un Juif hongrois qui achète du bois pour le compte du gouvernement britannique en  Europe de l’Est, pour retrouver le trésor. Zollner parvient à mettre la main sur trois parties du trésor enterré, et les envoie à Hudson dans une valise diplomatique. Les Autorités yougoslaves l’arrêtent cependant, et Zollner avoue tout.
1944. Hudson est parachuté en Pologne, où il aide l’insurrection de Varsovie d’août et septembre.

### Après guerre
1995. Il meurt en Afrique du Sud, où il s’était retiré.

## Reconnaissance
- Distinctions : Hudson a été décoré du DSO. Il est officier de l'Ordre de l'Empire britannique (OBE), pour ce qu’il avait fait pendant la guerre.
- La piscine du St. Andrew's College porte son nom, car à sa mort il a laissé à l’école un montant considérable pour installer une nouvelle piscine.
- Culture populaire : selon The Sunday Times, Ian Fleming a utilisé Hudson comme modèle pour son personnage de James Bond. D'autres sources d'inspiration pour le personnage semblent avoir été le frère du romancier, Peter Fleming, et un autre officier de renseignement, Fitzroy Maclean.

## Sources
- (en) The Sunday Times : article about Hudson

- (en) Cet article est partiellement ou en totalité issu de l’article de Wikipédia en anglais intitulé « Duane Hudson » (voir la liste des auteurs).